# Villotta (musica)
La villotta è una forma polifonica a tre o quattro voci su testi di vario metro, nata nel XV secolo e di origine friulana.
La diffusione in altre zone dell'Italia settentrionale diede luogo a forme locali, quali la villotta alla friulana, la villotta alla veneziana e la villotta alla mantovana.
dut jo devi bandonâ 

patrie mame e ogni ben 

e pal mont mi tocje lâ 

Za jo viôt lis lagrimutis 

di chel agnul a spuntâ 

e bussant lis sôs manutis 

jo 'i dîs:"mi tocje lâ"»
(L'emigrant, villotta friulana d'autore, Arturo Zardini, 1912)

## La villotta alla friulana
La villotta alla friulana (o vilote furlane) è una manifestazione di cultura tradizionale, all'inizio tramandata oralmente.
In Friuli invece il canto popolare era indicato con i termini "cjançon", "cjançonete", "cjantose" e, in Carnia, anche con "danze" e "raganiza" (filastrocca). Questo tipo di canto non era solo in friulano, ma anche in veneto e, nelle zone di confine nord-orientale, anche in tedesco e sloveno. Dal punto di vista poetico la villotta è composta da 4 ottonari a rima alternata ed è equivalente ai rispetti ed agli strambotti dell'Italia centro-meridionale. A Ermes di Colloredo poeta, autore di versi ottonari si attribuisce il momento di passaggio della villotta da espressione folklorica a produzione d'autore, fu infatti la studiosa e musicologa Ella von Schultz-Adaïewsky ad analizzare il fenomeno Villotta agli inizi dell'Ottocento arrivando alla definizione di una cronologia nell'evoluzione della produzione villottistica da fenomeno di tradizione orale a produzione compositiva d'autore.

## Testi
Le parole dei canti popolari erano il frutto della fantasia di qualche improvvisatore e, passando di bocca in bocca e di paese in paese, venivano modificate a seconda del gusto personale finché del loro autore originario si perdeva il ricordo. Il contenuto poetico in genere si esauriva nel giro di quattro versi di otto sillabe e talvolta anche di cinque, sette, dieci o addirittura undici sillabe, ma non erano rari i casi di contrasti o catene, in cui due gruppi di cantori alternavano le strofe, cercando di mantenere vivo il canto il più a lungo possibile, perfino inventando le parole sul momento. Accadeva così che quartine diverse fossero abbinate alla stessa melodia e che una stessa quartina venisse cantata con musica e ritmo diversi in diverse zone geografiche del Friuli.
Sembra essere stata la risposta popolare al colto madrigale e si caratterizza per la disposizione polifonica delle voci, caratteristica nel XIV presente solo nell'area del Friuli storico.

## Forma poetica
La forma poetica è quella chiusa di quattro ottonari alternati piani (primo e terzo) e tronchi (secondo e quarto). La modalità armonica era caratteristicamente in "maggiore" in tempo dispari (possibile sentore di provenienza slavo-balcanica). Questo potrebbe mostrare in musica un aspetto del carattere friulano: anche la malinconia e lo sconforto sono misurati e contenuti senza cadere nel patetico e nello scontato musicale del modo "minore".
Il musicologo Fausto Torrefranca (1883 - 1955), sostiene la villotta nascere alla fine del Quattrocento come aria di danza a canto, dove la voce portante veniva mescolata, 
Sembra una stretta gabbia, ma è la forma di espressione che ha funzionato per almeno quattro secoli permettendo alla forma di modello chiuso una libera e fertile espressione popolare ancora viva seppur in forma popolaresca.
Michele Leicht (1827-1897), storico cividalese, sostiene che questi piccoli canti sono la forma filosofica friulana per aggiungere contenuti e arricchire lo spirito.
Un pensiero malinconico che libera, o che allarga la sensazione momentanea di libertà, per insaporire il presente.
La vena poetica stava nella grande capacità di rimescolare le parole e tirare fuori il succo, alludendo, pungendo con ironia, senza mai toccare il nervo del dente che duole. Un lampo che scoppiettando arriva dritto al bersaglio.
Angelo Dalmedico, in "Canti del popolo Veneziano" nel 1848, e probabilmente riferendosi ai friulani immigrati a Venezia, dice: “Sino alla fine del secolo passato, le villotte venivano cantate accompagnate dal contrabbasso, dal mandolino e dalla chitarra. Ora vengono cantate dalle donne accompagnate dal cembalo coi sonagli, tessendo un ballo con un intermezzo che chiamano “nio” che ha una musica ancora più allegra".
Forse chi delle villotte ne ha scritto in maniera più estatica è stato Pier Paolo Pasolini (1922-1975), che definisce un “cjandit lusôr inocent” (una luce candida e innocente) così ne scrive “Brevità metrica, che del resto si fa profonda nell'intimità dei contenuti, e vasta nella melodia: a esprimere come si canta uno spirito talvolta ciecamente malinconico, malinconico come possono esserlo certi sperduti dossi prealpini, di sera, d'inverno; e talvolta colmo invece di un'allegria accoratamente rozza, sgolata, di cui si empiono piazzette e orti nei vespri odorosi di pino, nelle notti tiepide.”.

## Soggetti e fonti storiche
I soggetti prediletti delle villotte sono secondo una famosa raccolta di Adalgiso Fior (1954, Milano, ristampa anastatica Ass. Culturale Fûrclap 2003) danze, frizzi e ripicchi, dispetti, amore sereno, amore sfortunato, mestizia, la casa, i paesi, il lavoro, la natura, i tempi di guerra, l'emigrazione, la filosofia popolare. 
Il termine "vilote" apparve, probabilmente per la prima volta, nel 1821 nel periodico "Il strolic furlan". Dalla fine dell'Ottocento indicava i canti in friulano su metro ottonario e poi, per estensione, anche quelli d'autore su metro diverso, purché con contenuti riferiti alla tradizione. Le vere e proprie raccolte di villotte furono realizzate a partire dal 1865 quanto ai versi e dal 1892 quanto alla musica. I soggetti prediletti delle villotte sono l'amore, la natura, l'invito sessuale, il sarcasmo, la canzonatura, la rivendicazione, la guerra, l'emigrazione. Nonostante la sua natura armonica e polivocale la villotta tuttavia non nacque “per coro”: si cantava in piccoli gruppi spontanei, molto più spesso a due voci con la parte più grave ad eseguire i gradi fondamentali della scala, prediligendo una vocalità aperta se non stridula nelle voci femminili, e si amava cantare lentamente, “trascinando” le note e con fioriture. L'origine delle melodie è un tema dibattuto e al centro di diverse ipotesi: quella aquileiese, come imitazione delle sequenze ecclesiastiche della monodia liturgica patriarchina; quella celtica, basata sulla forma di canto simile a quello a due voci (gymel) in uso nelle isole britanniche dal IX al X secolo; quella pre-romantica, che considera la villotta come un prodotto prevalentemente ottocentesco.

## Struttura e autori
A partire dalla prima metà dell'Ottocento, data la forte influenza della musica strumentale di matrice austroungarica, si iniziò ad inserire una terza voce in tessitura basso-baritonale che prevedeva l'esecuzione dei gradi fondamentali della scala a sostegno del melos superiore. Tale prassi influenzò fortemente la produzione villottistica dalla metà dell'Ottocento agli inizi del Novecento sia in ambito sacro con autori popolari come Antonio Chiaruttini (Tunìn Ciarutìn) padre del testo della celebre "Suspîr da l'Anime" musicata da Oreste Rosso, che in ambito profano con nomi prestigiosissimi come Franco Escher, Giovanni Battista Marzuttini (detto Tite Grisòn), Giuseppe Peressoni, Giovanni Pian, Arturo Zardini, o gli stessi Cesare Augusto Seghizzi e la figlia Cecilia.
Tra gli etnomusicologi e folkloristi che hanno raccolto melos di tradizione orale su versetti ottonari villotistici spiccano i nomi di Valentino Osterman e Stefano Persoglia conosciuto nell'ambiente come Coronato Pargolesi.